# Meridiano 127 W
O meridiano 127 W é um meridiano que, partindo do Polo Norte, atravessa o Oceano Ártico, América do Norte, Oceano Pacífico, Oceano Antártico, Antártida e chega ao Polo Sul. Forma um círculo máximo com o Meridiano 53 E.
Começando no Polo Norte, o meridiano 127º Oeste tem os seguintes cruzamentos:
| País, território ou mar    | Notas                                              |
| -------------------------- | -------------------------------------------------- |
| Oceano Ártico              |                                                    |
| Mar de Beaufort            |                                                    |
| Golfo de Amundsen          |                                                    |
| Canadá                     | Territórios do Noroeste Yukon Colúmbia Britânica   |
| Estreito da Rainha Carlota |                                                    |
| Canadá                     | Colúmbia Britânica - Ilha Malcolm e Ilha Vancouver |
| Oceano Pacífico            |                                                    |
| Oceano Antártico           |                                                    |
| Antártida                  | Território não reivindicado                        |